# Монтегаудио (Пезаро и Урбино)
Монтегаудио је насеље у Италији у округу Пезаро и Урбино, региону Марке.
Према процени из 2011. у насељу је живело 258 становника. Насеље се налази на надморској висини од 345 м.